# Tour DuPont
O Tour DuPont foi uma corrida de ciclismo nos Estados Unidos realizada anualmente entre 1989 e 1996, inicialmente chamada de Tour de Trump nos dois primeiros anos. Pretendia-se tornar um evento ciclístico norte-americano semelhante em formato e prestígio ao Tour de France. Os nomes da turnê vieram de seus patrocinadores, primeiro o empresário (e posteriormente presidente dos Estados Unidos ) Donald Trump e depois a DuPont.
A corrida foi realizada nos estados do meio do Atlântico, incluindo áreas próximas à sede da DuPont em Wilmington, Delaware. A DuPont retirou o patrocínio da corrida após a edição de 1996, e o evento não foi realizado desde então. Durante os oito anos de história da corrida como Tour de Trump e Tour DuPont, ela foi vencida duas vezes pelo piloto mexicano Raúl Alcalá e duas vezes pelo americano Lance Armstrong. A corrida foi citada como prova da capacidade de Richmond, Virgínia, de sediar corridas internacionais de ciclismo quando a cidade concorreu com sucesso ao Campeonato Mundial de Estrada UCI de 2015.

## Origens como o Tour de Trump
A corrida foi originalmente patrocinada por Donald Trump e conhecida como "Tour de Trump" em 1989 e 1990. A ideia da corrida foi concebida pelo repórter da CBS Sports John Tesh, que havia coberto o Tour de France de 1987 e em seu retorno sugeriu a realização de uma corrida nos Estados Unidos ao comentarista de basquete e empresário Billy Packer. Packer planejou originalmente chamar a corrida de Tour de Jersey. Ele abordou representantes de cassinos em Atlantic City para patrocínio, e Trump se ofereceu para ser o principal patrocinador da corrida e parceiro de negócios de Packer no empreendimento. Foi Packer quem sugeriu o nome Tour de Trump. Falando na época do início do primeiro Tour de Trump em maio de 1989, o próprio Trump afirmou que "Quando [o nome] foi inicialmente declarado, praticamente caí da cadeira. Eu disse: 'Você está brincando? Serei morto na mídia se usar esse nome. Você absolutamente tem que estar brincando '". No entanto, Trump supostamente mudou de ideia em 20 segundos e foi convencido pelo valor comercial do nome.
Os advogados de Trump posteriormente enviaram uma carta de " cessar e desistir " aos organizadores de uma corrida de bicicleta realizada em Aspen, Colorado, chamada Tour de Rump. A carta dizia: "Você está usando o nome e marca Tour de Rump em conexão com um evento de ciclismo 'inaugural'. Seu uso desse nome e marca provavelmente causará confusão e constitui violação de marca registrada, concorrência desleal e falsa designação de origem, tudo em violação das leis federais e estaduais aplicáveis". O advogado do organizador Ron Krajian respondeu argumentando que sua corrida era um evento local e não comercial e anterior ao Tour de Trump. Nenhuma resposta foi recebida dos advogados de Trump e o Tour de Rump foi realizado.
A premiação total oferecida para o primeiro evento em 1989 foi de US$ 250.000, incluindo US$ 50.000 para o vencedor da classificação geral. Isso, junto com a vaga da corrida no calendário internacional entre o Giro d'Italia e o Tour de France, tornou-a atraente para pilotos e equipes de alto nível, mas o evento não atraiu grandes multidões. Entrevistado na NBC antes do início da corrida de 1989, Trump afirmou que "gostaria de fazer disso o equivalente ao Tour de France". A corrida preencheu uma lacuna deixada pelo fim do Coors International Bicycle Classic, que havia sido a principal corrida da América do Norte, mas que foi encerrada após sua edição de 1988. Algumas equipes europeias perderam a Vuelta a España para competir no Tour de Trump.

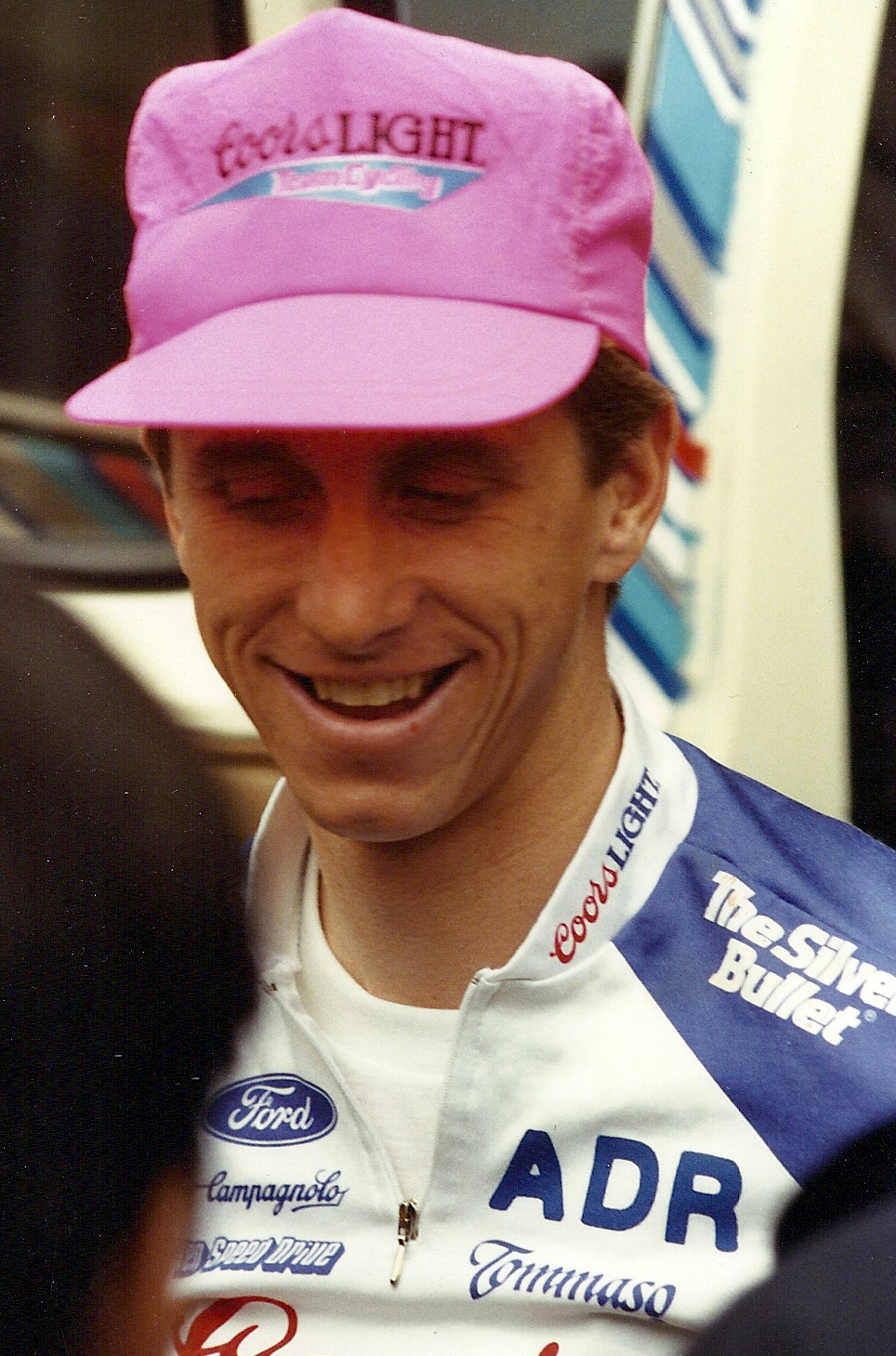
Greg LeMond no Tour de Trump de 1989

O Tour de Trump inaugural começou em Albany, Nova York, e consistiu em 10 etapas, totalizando 1,347 km (837 mi), abrangendo cinco estados do leste. A rota levou a corrida para o sul de Albany para Richmond, Virgínia, e depois para Atlantic City, onde terminou em frente ao cassino de Trump. Cerca de 114 pilotos de oito equipes profissionais e 11 amadoras competiram. Os pilotos competindo incluíam Greg LeMond, que estava voltando de uma lesão, e Andrew Hampsten, e as equipes representadas incluíam Lotto, Panasonic, PDM e a seleção soviética.
A corrida foi recebida por protestos anti-Trump na cidade de chegada da primeira etapa de New Paltz, Nova York, onde os manifestantes seguravam cartazes com os dizeres "Fight Trumpism", "Die Yuppie $cum", "The Art of the Deal = The Rich Get Richer" e "Trump = Senhor das Moscas". A corrida de 1989 foi vencida pelo piloto norueguês Dag Otto Lauritzen da equipe americana 7-Eleven, embora houvesse alguma controvérsia sobre o resultado como piloto belga Eric Vanderaerden, que havia vencido quatro etapas e era esperado para assumir a liderança na classificação geral. no contra-relógio da etapa final em Atlantic City, mas fez uma curva errada após uma moto de corrida. O piloto soviético Viatcheslav Ekimov, que participou como amador, venceu a primeira etapa da prova (após um prólogo contra-relógio). Artigos publicados no ano seguinte relataram que Ekimov "teve a coragem de vencer uma etapa como amador ... e alguns profissionais supostamente o recompensaram enfiando um saco de ração em sua roda", e que ele "ameaçou ganhar o Tour de Trump no ano passado como amador antes que os profissionais se unissem para eliminar qualquer chance que ele tivesse de ganhando". No entanto, a primeira edição da corrida foi descrita como "um sucesso estrondoso" na Sports Illustrated, que observou: "Se você pudesse superar o nome, o Tour de Trump, sem perder o almoço, e se pudesse de alguma forma se divorciar do esporte evento do excesso de bagagem que o acompanhava ... o que você teve foi uma bela corrida de bicicleta".
Após o primeiro evento, Packer queria expandir a corrida para abranger mais estados. A corrida de 1990 começou em 4 de maio em Wilmington em Delaware, estado que Trump considerou importante para seus três cassinos em Atlantic City, e também visitou Baltimore, depois que Trump concordou com a condição do proprietário do hipódromo local Joe De Francis de atracar seu iate o Trump Princess no porto de Baltimore durante a corrida. Terminou em Boston em 13 de maio Os participantes em 1990 incluíram o vencedor de 1989 Dag Otto Lauritzen, Greg LeMond, que estava voltando de um vírus e intoxicação alimentar, Steve Bauer, que terminou em segundo lugar em Paris-Roubaix naquele ano, Andrew Hampsten, Davis Phinney, Ekimov, em seu primeiro ano como profissional, e o piloto da Alemanha Oriental Olaf Ludwig. A corrida foi vencida pelo piloto mexicano Raúl Alcalá da equipe PDM – Concorde.
Após duas edições, Trump retirou o patrocínio da corrida devido a problemas financeiros de seu negócio. De acordo com Packer, refletindo sobre o evento em 2016, ele e Trump "se separaram como bons amigos de negócios", embora ele também tenha explicado que a personalidade e a celebridade de Trump, bem como os escândalos em torno do casamento e dos negócios de Trump, distraíram do evento e irritaram Pilotos europeus na corrida.

## Era do patrocínio da DuPont
Depois que Trump desistiu de patrocinar o evento, a DuPont se tornou o principal patrocinador. Entre 1991 e 1995, as seleções amadoras nacionais participaram ao lado das seleções profissionais. O evento atraiu competidores conhecidos, incluindo Lance Armstrong e Greg LeMond, e contou com a presença de equipes de ciclismo profissionais europeias de alto nível. Em 1996, a Union Cycliste Internationale a atualizou para uma corrida classificada em 2.1, o que significa que os amadores não podiam mais competir. Isso tornou a corrida a mais bem classificada fora da Europa e a primeira corrida por etapas na América do Norte a ser classificada em 2.1. A corrida de 1996 foi objeto de uma série de questões legais, incluindo uma disputa sobre os direitos de seus lucros entre os proprietários da corrida, Billy Packer e o presidente da Federação de Ciclismo dos Estados Unidos, Mike Plant, que resultou em um processo entre eles. A própria DuPont estava envolvida em uma disputa sobre as políticas de emprego anti-homossexuais do governo local em Greenville, Carolina do Sul, com a empresa insistindo que os organizadores da corrida excluíssem a cidade do percurso. Depois de 1996, a DuPont retirou seu patrocínio e a corrida não foi realizada desde então.
Durante seus seis anos como o Tour DuPont, a corrida foi vencida pelo piloto holandês Erik Breukink, Greg LeMond, Raúl Alcalá, o russo Viatcheslav Ekimov, e duas vezes por Lance Armstrong. Ao longo desse tempo, um prólogo contra-relógio realizado em Wilmington, Delaware, tornou-se o tradicional início da corrida. Entre 1992 e 1994, a corrida incluiu uma etapa de Port Deposit e Hagerstown em Maryland, mas em 1995, a Carolina do Sul foi incluída na rota pela primeira vez em seu lugar. Todas as edições do Tour DuPont visitaram Richmond, Virgínia.
Breukink venceu em 1991 superando um déficit de 50 segundos indo para a fase final, uma 25.9 km (16.1 mi) contra-relógio individual, apesar de pontuar aos 15 minutos da etapa, para vencer por 12 segundos do norueguês Atle Kvålsvoll. Em 1992, o americano Greg LeMond conquistou a classificação geral. Foi a última grande vitória de sua carreira, embora ele tenha competido na corrida novamente em 1994. A vitória de Alcalá na corrida em 1993 foi a segunda, tendo vencido o Tour de Trump em 1990. Em 1993, ele venceu Lance Armstrong, que segurava a camisa de líder indo para a fase final. A primeira participação de Armstrong na prova havia sido em 1991, quando terminou na metade da classificação geral. De acordo com o The Guardian em 2008, seu desempenho no Tour DuPont de 1991 "marcou a chegada de um novato promissor ao esporte". Em 1994, Alcalá e Armstrong voltaram às corridas como companheiros de equipe, ambos pilotando pela Motorola. A corrida ocorreu em 11 etapas, cobrindo 1,690 km (1,050 mi). Naquele ano, Ekimov conquistou o título geral, com Armstrong terminando em segundo novamente. Armstrong finalmente venceu a classificação geral do Tour DuPont em 1995, quando a corrida durou mais de 1,820 km (1,130 mi), apesar de perder mais de dois minutos para Ekimov no contra-relógio da etapa final. A última edição da prova, realizada em 1996, também foi vencida por Armstrong, que se tornou o primeiro e único piloto a vencer duas edições consecutivas do evento. O piloto francês Pascal Hervé, da equipe de ciclismo Festina, foi o segundo. O prêmio total em dinheiro para a corrida de 1996 ultrapassou US$ 260.000.
Em julho de 1996, a DuPont anunciou que estava encerrando seu patrocínio à corrida. De acordo com um gerente de marca da empresa, "Nos últimos seis anos, o Tour DuPont tem sido um excelente veículo para promover nossos produtos. No entanto, precisamos nos concentrar mais em mercados estratégicos em outras partes do mundo, onde um programa anual sustentado em vez de um evento de duas semanas pode alavancar melhor o valor da marca DuPont para um crescimento lucrativo". O organizador da corrida, Mike Plant, explicou que "falei com eles há alguns meses e eles tiveram que tomar uma decisão difícil. Eles não têm centenas de milhões de dólares para investir em publicidade mundial. Eles colocaram muito dinheiro neste evento e construíram uma franquia valiosa, mas, como a Motorola, as corporações mudam a forma como fazem negócios". Plant relatou que a pesquisa mostrou que o reconhecimento público do evento aumentou significativamente, mas também que a consciência de quem o patrocinou diminuiu.
O historiador Eric Reed observa que um executivo de marketing da DuPont caracterizou o patrocínio inicial como "uma pechincha" e que a empresa alegou que os recortes da imprensa americana gerados pelo evento pesavam 29 lb (13 kg). Os executivos da DuPont também relataram que avaliaram a exposição na mídia global em cerca de US$ 70 milhões. Reed cita um executivo de marketing da DuPont afirmando: "Em 40 anos em [relações com a mídia], nunca vi uma cobertura tão concentrada, sustentada e positiva da mídia". No entanto, Reed argumenta que, apesar desse entusiasmo inicial, "as fraquezas crônicas do Tour DuPont prejudicaram o crescimento do evento", citando seu status " pro-am ", que impedia os pilotos profissionais de ganhar pontos no ranking mundial do evento. Ele também afirma que, apesar de ter uma audiência televisiva mundial estimada em 200 milhões, "o entusiasmo dos fãs americanos e o interesse do espectador na estrada pelo evento não aumentaram significativamente".
A retirada da DuPont também ocorreu meses depois que John DuPont, herdeiro da fortuna da família Du Pont, foi preso pelo assassinato do lutador olímpico Dave Schultz. No momento do anúncio da descontinuação do patrocínio da DuPont, Mike Plant relatou que um evento de 1997 foi agendado provisoriamente para 1 a 11 de maio e que ele estava em discussões com dez empresas sobre o potencial patrocínio do título da corrida.

## Legado
Os organizadores Packer e Plant organizaram outra corrida, na China, embora tenha durado pouco. Antes de se desentenderem, Packer relata que sua "ideia era ter uma Tríplice Coroa do ciclismo - uma na Ásia, outra na América e ter o Tour de France como a terceira etapa". Quando o Tour de Georgia foi executado pela primeira vez em 2003, Tim Maloney, do Cyclingnews.com, referiu-se a ele como "o filho pródigo do Tour DuPont". Em 2015, o UCI Road World Championships foi realizado em Richmond, Virgínia, que já havia sediado etapas do Tour de Trump e do Tour DuPont. Em 1994, o Tour DuPont incluía uma etapa que terminava com várias voltas em um circuito que incorporava a subida de paralelepípedos do Libby Hill Park. Esta colina foi incluída no circuito das corridas de estrada do Campeonato do Mundo de 2015. O organizador do Tour de Trump e do Tour DuPont, Mike Plant, foi, de acordo com a USA Cycling, fundamental na tentativa de Richmond de sediar o Campeonato Mundial. Como membro do Comitê de Gestão da UCI, quando Richmond foi anunciado como vencedor da licitação para o evento de 2015, Plant comentou que "Richmond intensificou e provou que poderia apoiar o ciclismo de classe mundial quando trouxemos o Tour de Trump e o Tour DuPont para a cidade no final dos anos 80 e início dos anos 90".